# رابرت دبلیو. وود
 رابرت دبلیو. وود (انگلیسی: Robert W. Wood؛ زاده ۲ مهٔ ۱۸۶۸ درگذشته ۱۱ اوت ۱۹۵۵) یک فیزیک‌دان و رمان‌نویس اهل ایالات متحده آمریکا بود.
رابرت وود، خالق وود لامپ است، که دستگاهی قابل حمل برای معاینه و بررسی‌های تخصصی است. او موفق به تولید نور UV مشکی در پیک طول‌ موج 360m گردید. این لامپ برای تشخیص هرگونه اعتبار سنجی و کنترل کیفیت در صنعت پزشکی، دامپزشکی و استفاده‌های علمی و عمومی به کار می‌رود.